# راولی داگلاس
راولی داگلاس (انگلیسی: Rowley Douglas؛ زادهٔ ۲۷ ژانویهٔ ۱۹۷۷) قایقران روئینگ اهل بریتانیا است.